# Schuttersmaaltijd ter viering van de Vrede van Munster
Schuttersmaaltijd ter viering van de Vrede van Munster is een schilderij van de Nederlandse kunstschilder Bartholomeus van der Helst uit 1648. Het is een schuttersstuk met daarop de compagnie van kapitein Cornelis Jan Witsen, die de Vrede van Münster viert. Het werk bevindt zich sinds 1808 in het Rijksmuseum, in bruikleen van de gemeente Amsterdam.

## Context
Met de afkondiging van de Vrede van Münster op 5 juni 1648 kwam een einde aan de Tachtigjarige Oorlog tussen de Nederlanden en Spanje. Vooral de Amsterdamse burgerij had zich ingezet voor deze vrede, niet in de laatste plaats uit economische overwegingen. Om de Spanjaarden niet te ontstemmen werden geen grootschalige publieke overwinningsfeesten georganiseerd, maar werd de vrede vooral gevierd achter gesloten deuren. De nadruk lag vooral op de vreugde over het einde van de oorlog en op de verzoening, zonder te spreken van een overwinning.

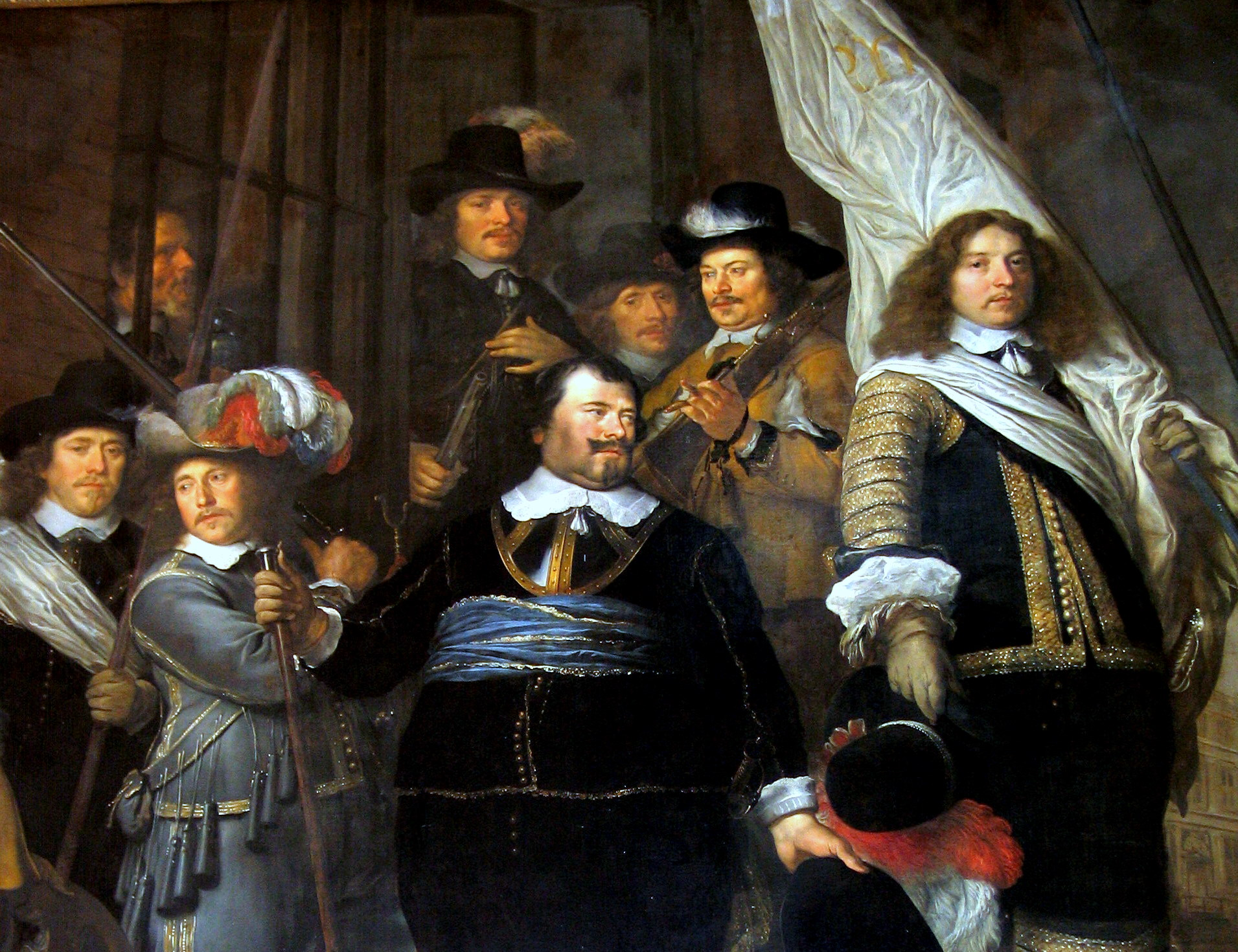
Detail van het schuttersstuk door Flinck.

De Amsterdamse schutters, toen de gewapende macht van de stad, vierden de vrede met een feestmaal en organiseerden een schietwedstrijd in de Handboogdoelen. Daarbij werden twee groepsportretten besteld voor de "Oude Sael" op de eerste etage van de Voetboogdoelen. Govert Flinck werd gevraagd de compagnie van Johan Huydecoper te schilderen. Van der Helst portretteerde in het hier besproken schuttersstuk de burgervendels van kapitein Cornelis Jan Witsen en luitenant Johan Oetgens van Waveren.

## Gedicht
De groepsportretten van zowel Flinck als Van der Helst worden begeleid door een gedicht. In het geval van Van der Helst werk betreft het een gedicht van Jan Vos, te lezen op de trom midden-vooraan. Centraal staat de moed en daadkracht van de afgebeelde schutters, hoewel geen van hen ooit daadwerkelijk slag had geleverd.
De volledige tekst van het gedicht luidt:

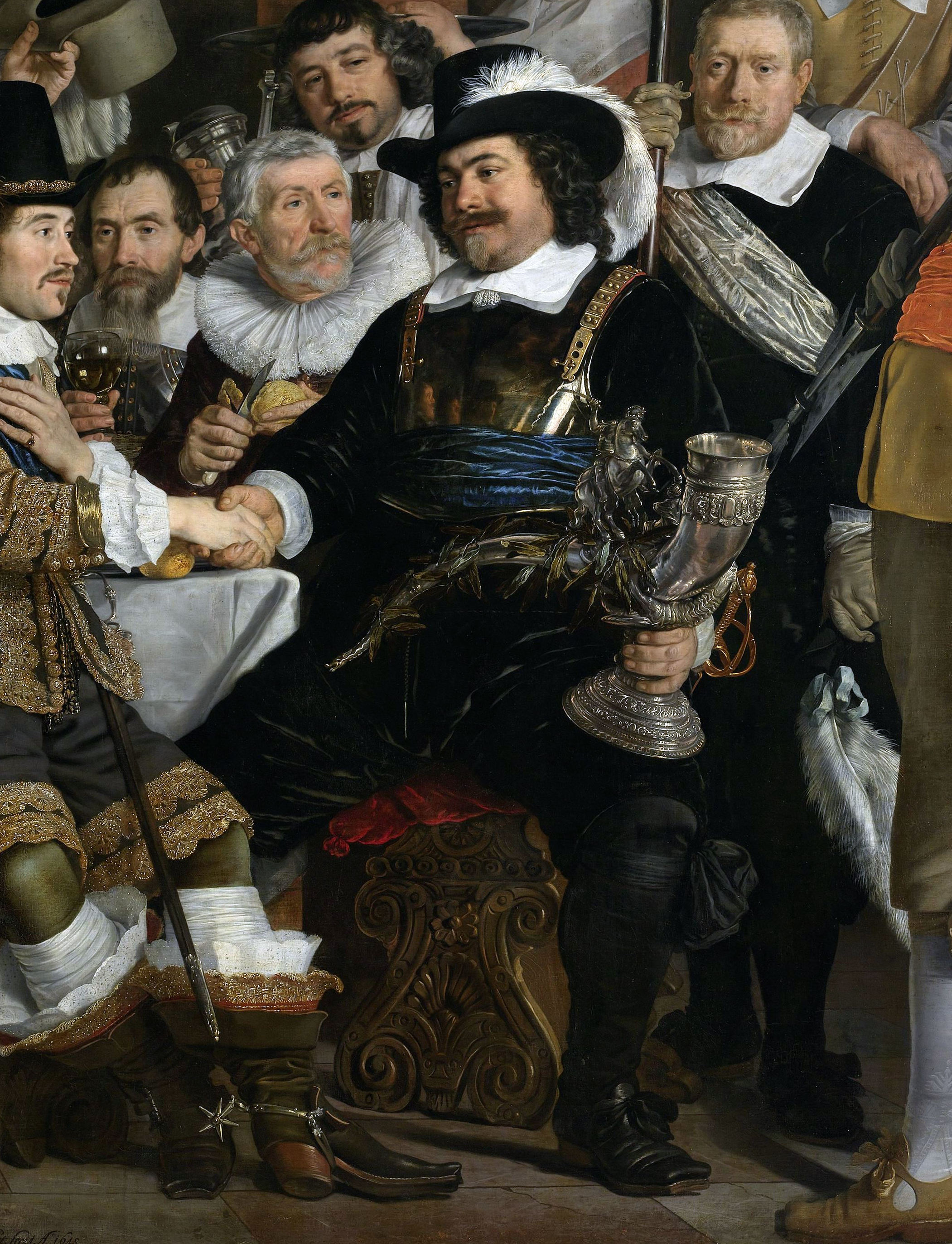
Detail: Witsen aan het hoofd van de tafel met de drinkbeker, de hand schuddend met Van Waveren.

Belloone walgt van Bloedt
ja Mars vervloeckt het daveren
Van't zwangere metaal,
en 't zwaardt bemint de schee:
Dies biedt de dapp're Wits
aan d'eedele van Waveren
Op 't eeuwige verbondt,
den hooren van de Vree.

## Afbeelding
De compagnie van Witsen en Oetgens van Waveren staat geposteerd rondom een lange feesttafel, die compositorisch als verbindend element dient. Op tafel staan tinnen borden, roemers en andere glazen. Drank en spijzen worden voortdurend aangevuld door bedienden. Rechtsboven komt een dienstertje met een kalkoenpastei aanzetten. In het midden schenkt waard Christoffel Pronk nogmaals bij. Links staat op de vloer een grote metalen koeler met een wijnvat.
De belangrijkste lieden van het gezelschap zitten vooraan. Van der Helst laat alle individuele portretten goed tot hun recht komen, zonder dat het eenheidsgevoel van de groep daar onder lijdt. Alle aanwezigen stralen een sterk zelfbewustzijn uit. Ook elegantie kan het niet worden ontzegd en refereert aan hun welvaart. Rechts in het beeldvlak schudden Witsen en Van Waveren elkaar stevig de hand, ten teken van het zojuist gesloten "eeuwige verbondt" als vernoemd in het gedicht op de trom. Tegelijkertijd biedt Witsen Van Waveren de zilveren drinkhoorn van het Sint Jorisgilde aan, te beschouwen als de "hooren van de Vreê". Achter de kapitein staan de sergeanten Thomas Hartog en Dirck Claes Thoveling. In het midden voor de tafel zit vaandrig Jacob Banningh met over zijn schouder het vaandel met daarop de Amsterdamse maagd. Naast hem zit een tamboer. Hij wordt aangesproken door een man met een vergulde "bekerschroef" (wijnglashouder), waarvan er nog steeds enkele in bezit zijn van de gemeente Amsterdam.
In 1680 werd het schilderij voorzien van een onderlijst met daarop alle 24 namen van de geportretteerde schutters:

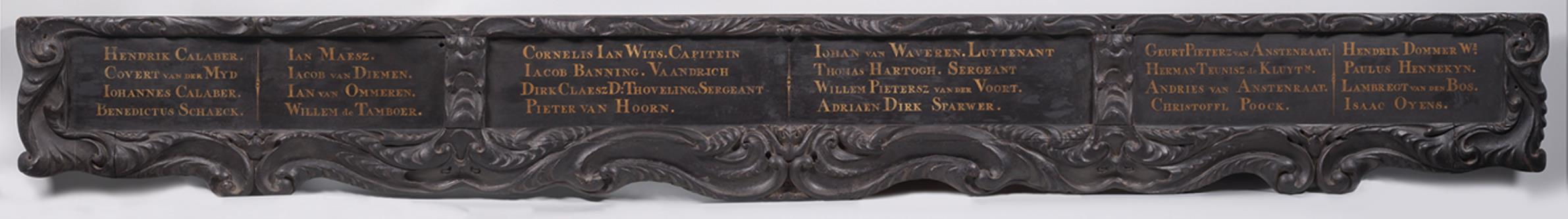

| kolom 1            | kolom 2           | kolom 3                             | kolom 4                        | kolom 5                     | kolom 6              |
| ------------------ | ----------------- | ----------------------------------- | ------------------------------ | --------------------------- | -------------------- |
| Hendrik Calaber    | Jan Maesz         | Cornelis Jan Wits, kapitein         | Johan van Waveren, luitenant   | Geurt Pieter van Anstenraat | Hendrik Dommer Wz    |
| Govert van der Myd | Jacob van Diemen  | Jacob Banning, vaandrig             | Thomas Hartogh, sergeant       | Herman Theunisz. de Kluyter | Paulus Hennekyn      |
| Johannes Calaber   | Jan van Ommeren   | Dirck Claesz D. Thoveling, sergeant | Willem Pietersz. van der Voort | Andries van Anstenraat      | Lambregt van den Bos |
| Benedictus Schaeck | Willem de Tamboer | Pieter van Hoorn                    | Adriaen Dirk Sparwer           | Christoffel Poock           | Isaac Oyens          |

## Stijlaspecten
Van der Helst hanteert in De Schuttersmaaltijd een voor die tijd opvallend heldere manier van schilderen, in licht zowel als kleur, mede bewerkstelligd door toevoeging van metaaldeeltjes aan de verf die voor een sterke en bestendige glans zorgen. Het bonte palet onderstreept het feestelijke karakter van de bijeenkomst. Tegelijk zorgt het voor een compositorische plastiek. De schutters zijn buitengewoon levendig afgebeeld: niet stijf geposeerd, zoals in veel andere schuttersportretten die tijd, maar natuurlijk, joviaal en vaak uitbundig bewegend. Bijzonder is dat bijna geen enkele schutter de toeschouwer in de ogen kijkt. Hun gezichten zijn sterk geprofileerd en drukken individuele karakters uit. Alle beeldelementen zijn heel precies, realistisch en met veel gevoel voor detail weergegeven. Bijzonder is vooral de buitengewoon vaardige en gevarieerde weergave van de texturen, die soms bijna voelbaar lijken. Opvallend zijn ook de subtiele contrasten, zoals tussen de grove hand van Witsen en de fijnere blanke hand van Van Waveren.
De lichtinval komt van rechts, waarbij Van der Helst bewust rekening heeft gehouden met de plaats waar het schilderij moest komen hangen, in de "Oude Sael" van de Voetboogdoelen. Zelfs het raam dat hij schilderde laat gebouwen zien die daadwerkelijk achter de Voetbogen gesitueerd waren.
De voorstelling moet overigens niet worden opgevat als een realistische weergave van de feestelijke bijeenkomst in 1648. Waarschijnlijk werd het werk ook pas een jaar later voltooid, toen het ook "naast de schoorsteen" in de "Oude Sael" werd opgehangen. Natuurlijk hechtten alle geportretteerden aan een goed gelijkende weergave, maar uiteindelijk ging het vooral om de symboliek van verzoening, typerend voor de toenmalige Amsterdamse politiek.

## Afsnijding, kopie

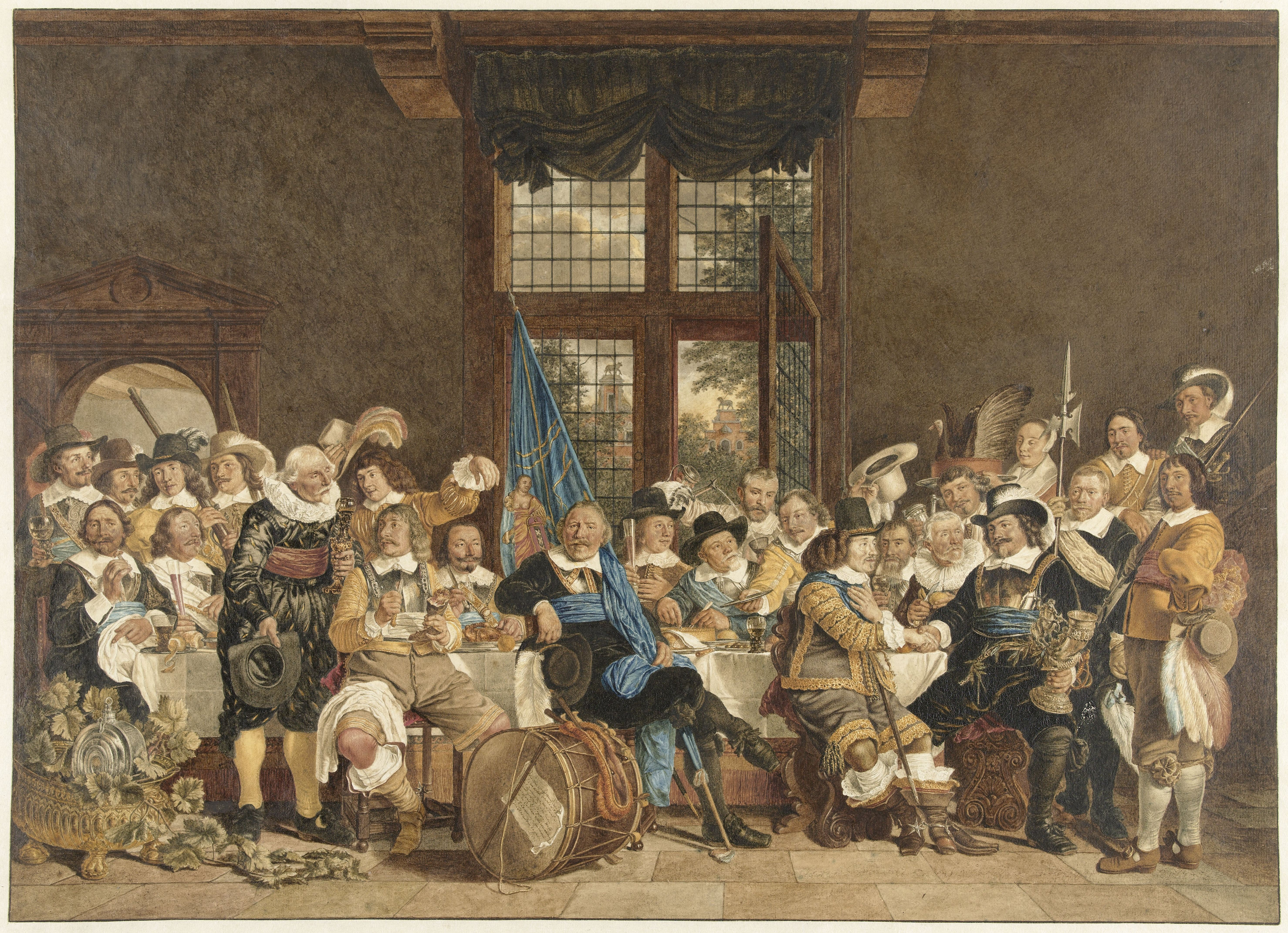
Kopie door Jacob Cats uit 1779, met nog een deel van het plafond zichtbaar.

Aangenomen wordt dat er een deel van het doek is afgehaald. Op een latere kopie van Jacob Cats uit 1779 (Rijksmuseum, 37 x 52 cm.) is de achterwand en het raam veel hoger en is zelfs een stuk van het plafond zichtbaar.
De prent van Cats legt compositorisch meer nadruk op het centrale raam en daarmee het uitzicht. Door het raam is duidelijk de bebouwing aan de andere kant van de gracht te zien: de aan de overkant van de Singel gelegen brouwerij "het Lam" (tegenwoordig het pand Odeon), met daarnaast de Doopsgezinde kerk, ook wel "Bij het lam" genaamd, beide met een lamsbeeld op de nok.

## Beschadiging
Op 25 juni 2006 werd de schuttersmaaltijd beschadigd door de psychiatrisch gestoorde Duitse kunstvandaal Hans-Joachim Bohlmann, die het bespoot met aanstekerbenzine. Hij trachtte vervolgens het schilderij in brand te steken, maar snel handelen van het bewakingspersoneel kon erger voorkomen. De belangrijkste beschadiging beperkte zich tot de vernislaag.